# Temporada da NHL de 1956–57
A temporada da NHL de 1956–57 foi a 40.ª temporada da National Hockey League (NHL). Seis times jogaram 70 partidas cada. O Montreal Canadiens foi o campeão da Stanley Cup ao bater o Boston Bruins por 4-1 na série melhor de 7 da final.

## Temporada Regular
Em 1 de outubro, foi anunciado que Dick Irvin havia se demitido do cargo de técnico do Chicago devido a motivos de saúde. Ele estava sofrendo de câncer ósseo e ficou doente por dois anos, sendo hospitalizado em Montreal. Irvin estava vários dias atrasado devido aos treinamentos. Tommy Ivan assumiu como técnico. Posteriormente na temporada, foi anunciado que Irvin sofreu uma cirurgia simples por conta de anemia no Ross Memorial Hospital. Irvin morreu em 15 de maio de 1957.
Dave Trottier, antigo astro do Montreal Maroons, morreu em 13 de novembro de 1956, em Halifax. Ele tinha 50 anos de idade.
Ted Lindsay, asa-esquerda e astro do Detroit, tornou-se  o quarto jogador a marcar 300 gols na carreira em 18 de novembro, quando ele marcou dois gols em um 8-3 em uma surra do Montreal Canadiens. Os outros jogadores a atingirem essa marca de prestígio foram Nels Stewart, Maurice Richard e Gordie Howe (que jogou contra Lindsay na maior parte da carreira do último).
Em 5 de janeiro, os Rangers e os Black Hawks jogaram uma partida à tarde no Madison Square Garden em que os Rangers bateram os Black Hawks por 4–1. Esse jogo foi transmitido pela Columbia Broadcast System network (CBS). Glen Skov estragou um possível jogo sem levar gol de Lorne "Gump" Worsley com um gol no terceiro período.
Montreal bateu Toronto por 2–1 no Forum em Montreal em 10 de janeiro e subiu para a primeira posição. O jogo teve muitas brigas e o árbitro Frank Udvari achou necessário apitar com mãos-de-ferro, o que irritou a torcida. A torcida pensou que ele estava marcando faltas simples contra os Habs e deliberadamente deixando de apitar murros e faltas de obstrução pelos Maple Leafs. A explosão ocorreu nos últimos 2 minutos do jogo. Maurice Richard recebeu uma penalidade por deixar o taco alto. Aos 18:14, sabendo que seu Maple Leafs estava em perigo, o treinador de Toronto Howie Meeker tirou o goleiro Ed Chadwick por seis atacantes. Dick Duff marcou o gol de empate, e Richard ficou furioso e começou uma discussão acalorada  com Udvari, batendo seu taco no gelo. Ele poderia ter atacado Udvari se seus colegas não o tivessem impedido. Torcedores atiraram programas do jogo, copos de papel, chapéus e outros debris e o jogo foi interrompido. Quando ele voltou, Bernie "Boom Boom" Geoffrion deixou Don Marshall livre para o gol da vitória com apenas 6 segundos por jogar. Embora a torcida tenha ficado feliz com o que ocorreu, cânticos de raiva começaram quando os jogadores e juízes deixavam o gelo. Udvari teve de ser escoltado para seu vestiário pela polícia e pelos porteiros. Uma grande parte da torcida agora dirigiu sua atenção para o presidente da NHL Clarence Campbell, sentado em seu camarote, e ele se  tornou o alvo das  ameças. A situação começou a mostrar alguns dos aspectos do Tumulto Richard de dois anos antes, quando Richard foi suspenso por um ataque a um árbitro. Decorreram no mínimo 30 minutos antes que Campbell pudesse sair sob proteção policial. 
Terry Sawchuk estava jogando bem e era candidato para o Troféu Memorial Hart, quando ele foi acometido por mononucleose. Ele também voltou rápido e, por volta de 16 de janeiro, anunciou sua aposentadoria do hóquei, a qual seria temporária, pois voltaria ao Detroit no ano seguinte. 
Glenn Hall não estava tão bem quanto na temporada anterior, mas liderou o Detroit Red Wings para a primeira posição. Hall jogou apenas duas  partidas antes da 1955–56, mas mostrou tantas promessas que Sawchuk foi para a reserva.

### Mudança de Regras
Ao início da temporada, a NHL mudou o jeito como o power play funcionava. Antes da temporada, um time poderia marcar quantos gols quisesse nos 2 minutos de power play com o jogador penalizado permanecendo na caixa de penalização. A NHL mudou isso para que, quando um gol fosse marcado em um power play de dois minutos, a punição se encerrasse. A razão para isso foi que o Montreal Canadiens era tão dominante no power play, que NHL precisava de uma maneira de maior equilíbrio. A temporada anterior viu os Canadiens marcarem 26% de todos os gols de power play da liga. Estranhamente, o número de gols de power play na liga ainda aumentou de 251 para 265 após a mudança das regras. Montreal, todavia, marcou menos 10 gols de power play.  

### Classificação Final
Nota: PJ = Partidas Jogadas, V = Vitórias, D = Derrotas, E = Empates, Pts = Pontos, GP = Gols Pró, GC = Gols Contra

Times que se classificaram aos play-offs estão destacados em negrito
| National Hockey League | PJ | V  | D  | E  | Pts | GP  | GC  |
| ---------------------- | -- | -- | -- | -- | --- | --- | --- |
| Detroit Red Wings      | 70 | 38 | 20 | 12 | 88  | 198 | 157 |
| Montreal Canadiens     | 70 | 35 | 23 | 12 | 82  | 210 | 155 |
| Boston Bruins          | 70 | 34 | 24 | 12 | 80  | 195 | 174 |
| New York Rangers       | 70 | 26 | 30 | 14 | 66  | 184 | 227 |
| Toronto Maple Leafs    | 70 | 21 | 34 | 15 | 57  | 174 | 192 |
| Chicago Black Hawks    | 70 | 16 | 39 | 15 | 47  | 169 | 225 |

### Artilheiros
PJ = Partidas Jogadas, G = Gols, A = Assistências, Pts = Pontos, PEM = Penalizações em Minutos
| Jogador                  | Time                | PJ | G  | A  | Pts | PEM |
| ------------------------ | ------------------- | -- | -- | -- | --- | --- |
| Gordie Howe              | Detroit Red Wings   | 70 | 44 | 45 | 89  | 72  |
| Ted Lindsay              | Detroit Red Wings   | 70 | 30 | 55 | 85  | 103 |
| Jean Beliveau            | Montreal Canadiens  | 69 | 33 | 51 | 84  | 105 |
| Andy Bathgate            | New York Rangers    | 70 | 27 | 50 | 77  | 60  |
| Ed Litzenberger          | Chicago Black Hawks | 70 | 32 | 32 | 64  | 48  |
| Maurice "Rocket" Richard | Montreal Canadiens  | 63 | 33 | 29 | 62  | 74  |
| Don McKenney             | Boston Bruins       | 69 | 21 | 39 | 60  | 31  |
| Dickie Moore             | Montreal Canadiens  | 70 | 29 | 29 | 58  | 56  |
| Henri Richard            | Montreal Canadiens  | 63 | 18 | 36 | 54  | 71  |
| Norm Ullman              | Detroit Red Wings   | 64 | 16 | 36 | 52  | 47  |

## NHL awards
| 1956–57 NHL awards            | 1956–57 NHL awards                 |
| ----------------------------- | ---------------------------------- |
| Troféu Príncipe de Gales:     | Detroit Red Wings                  |
| Troféu Art Ross:              | Gordie Howe, Detroit Red Wings     |
| Troféu Memorial Calder:       | Larry Regan, Boston Bruins         |
| Troféu Memorial Hart:         | Gordie Howe, Detroit Red Wings     |
| Troféu Memorial James Norris: | Doug Harvey, Montreal Canadiens    |
| Troféu Memorial Lady Byng:    | Andy Hebenton, New York Rangers    |
| Troféu Vezina:                | Jacques Plante, Montreal Canadiens |

### Times das Estrelas
| Primeiro Time                     | Position | Segundo Time                         |
| --------------------------------- | -------- | ------------------------------------ |
| Glenn Hall, Detroit Red Wings     | G        | Jacques Plante, Montreal Canadiens   |
| Doug Harvey, Montreal Canadiens   | D        | Fern Flaman, Boston Bruins           |
| Red Kelly, Detroit Red Wings      | D        | Bill Gadsby, New York Rangers        |
| Jean Beliveau, Montreal Canadiens | C        | Ed Litzenberger, Chicago Black Hawks |
| Gordie Howe, Detroit Red Wings    | RW       | Maurice Richard, Montreal Canadiens  |
| Ted Lindsay, Detroit Red Wings    | LW       | Real Chevrefils, Boston Bruins       |

## Estreias
O seguinte é uma lista de jogadores importantes que jogaram seu primeiro jogo na NHL em 1956-57 (listados com seu primeiro time, asterisco(*) marca estreia nos play-offs):
- Larry Regan, Boston Bruins
- Moose Vasko, Chicago Black Hawks
- Ralph Backstrom, Montreal Canadiens
- Phil Goyette, Montreal Canadiens
- Bob Pulford, Montreal Canadiens
- Frank Mahovlich, Toronto Maple Leafs
- Bob Pulford, Toronto Maple Leafs
- Bob Baun, Toronto Maple Leafs

## Últimos Jogos
O seguinte é uma lista de jogadores importantes que jogaram seu último jogo na NHL em 1956-57 (listados com seu último time):
- Cal Gardner, Boston Bruins
- Harry Watson, Chicago Black Hawks
- Marty Pavelich, Detroit Red Wings
- Gerry McNeil, Montreal Canadiens
- Ted Kennedy, Toronto Maple Leafs

## Ligações Externas
- Hockey Database
- NHL.com